# Hårig tvillingsporre
Hårig tvillingsporre (Diascia fetcaniensis) är en flenörtsväxtart som beskrevs av O.M. Hilliard och B.L. Burtt. Hårig tvillingsporre ingår i släktet tvillingsporrar, och familjen flenörtsväxter. Inga underarter finns listade i Catalogue of Life.